# 弗兰孔菌属
弗兰孔菌属（学名：Frantisekia）是刺孢齿耳菌科下的一个属。

## 下属物种
本属包括以下物种：
- 冷杉弗兰孔菌 Frantisekia abieticola H.S.Yuan